# 7 (album U2)
7 jest czwartą EP-ką rockowej grupy U2 z 2002 roku, wydana była ona wyłącznie w amerykańskich sklepach Target. Album zawiera strony B singli z albumu All That You Can’t Leave Behind, które nie były wcześniej opublikowane w USA. Jedna z piosenek na EP-ce pochodzi z sesji nagraniowych do płyty Pop. Tytuł albumu odzwierciedla wiarygodną ilość utworów znajdujących się na nim
Tytuł albumu jest także hołdem dla pierwszej EP-ki zespołu, którą nazwano Three.

## Opis
Utwór "Summer Rain" zawiera taką samą ścieżkę perkusji co albumowa wersja singla "Walk On". "Always" to pierwotna wersja singla "Beautiful Day". "Big Girls Are Best" to jedyny utwór, który pochodzi z sesji do albumu Pop. Pozostałe utwory, oprócz "Stuck in a Moment You Can’t Get Out Of (Acoustic)", to remiksy singli z albumu All That You Can’t Leave Behind. Wszystkie utwory z EP-ki zostały zremasterowane w 2020 roku, jako część wersji deluxe albumu All That You Can't Leave Behind.

## Lista utworów
Autor tekstów do: 2, 4-6 - Bono; autorzy tekstów do: 1, 3 oraz 7 - Bono, The Edge. Autorzy muzyki: zespół U2
1. "Summer Rain" - 4:06
2. "Always" - 3:46
3. "Big Girls Are Best" - 3:37
4. "Beautiful Day (Quincey & Sonance Remix)" - 7:56
5. "Elevation (Influx Remix)" - 4:02
6. "Walk On (Single Version)" - 4:11
7. "Stuck in a Moment You Can’t Get Out Of (Acoustic)" - 3:42

## Twórcy
U2
- Bono - wokale główne
- The Edge - gitara, keyboardy, wokale
- Adam Clayton - gitara basowa
- Larry Mullen Jr. - perkusja (utwory: 1-6)

Produkcja
- Daniel Lanois, Brian Eno - produkcja (utwory: 1, 2, 4-6)
- Howie B, Flood - produkcja (utwór: 3)
- Nigel Godrich - dodatkowa produkcja (utwór: 6)
- Steve Lillywhite - produkcja (utwór: 7)